# تاریخ آفرینش‌گرایی
تاریخ آفرینش‌گرایی به تاریخ تفکر مبتنی بر این فرض که جهان طبیعی آغازی داشته، و به طور فراطبیعی پا به عرصه وجود گذاشته است مربوط می شود. عبارت آفرینش‌گرایی در زبان انگلیسی (به انگلیسی: Creationism) در عام ترین معنای خود گستره وسیعی از نگرش ها و تفاسیر را شامل می شود، و این عبارت تا قبل از قرن ۱۹ میلادی رایج نبود. در سرتاسر تاریخ یادداشت‌شده، مردمان زیادی بر جهان به عنوان موجودیتی آفریده‌شده نظر می انداختند. روایات تاریخی باستانی زیادی از اطراف جهان به آفرینش زمین و جهان اشاره می کنند یا تلویحاً بر آن دلالت می کنند. اگرچه ادراکات تاریخی به خصوص از آفرینش‌گرایی درجات مختلفی از کندوکاو های تجربی، معنوی و/یا فلسفی را به کار برده اند، اما همه‌شان بر اساس این دیدگاه هستند که جهان آفریده شده است. روایتِ آفرینشِ سِفرِ پیدایش، چارچوبی پایه‌ای را برای ادراکات معرفت‌شناختی یهودیان و مسیحیان درباره چگونگی به وجود آمدن جهان - از طریق مداخله الهی خدا، یهوه، ارائه می دهد. به لحاظ تاریخی، تفسیر تحت‌اللفظی این روایت بیش از تفاسیر تمثیلی غالب بوده اند.